# Fredrik Jönzén
Jan Fredrik Jönzén, född 13 juni 1978 i Uppsala, är en svensk tidigare basketspelare. Han deltog för Sverige i EM 2003. Han har spelat 109 landskamper och gjort 1094 landslagspoäng. Han är för närvarande bosatt i Kalifornien med sin fru och fyra barn. Han är 207 cm lång.

## Klubbar
- Uppsala Basket
- Oklahoma State University
- Cantu (ITA)
- Cantabria (ESP)
- Avellino (ITA)
- Olympia Larisa (GRE)
- Huelva (SPA LEB Oro)
- Uppsala Basket
- UB La Palma (SPA LEB Oro)
- Uppsala Basket